# Seta (Mykologie)

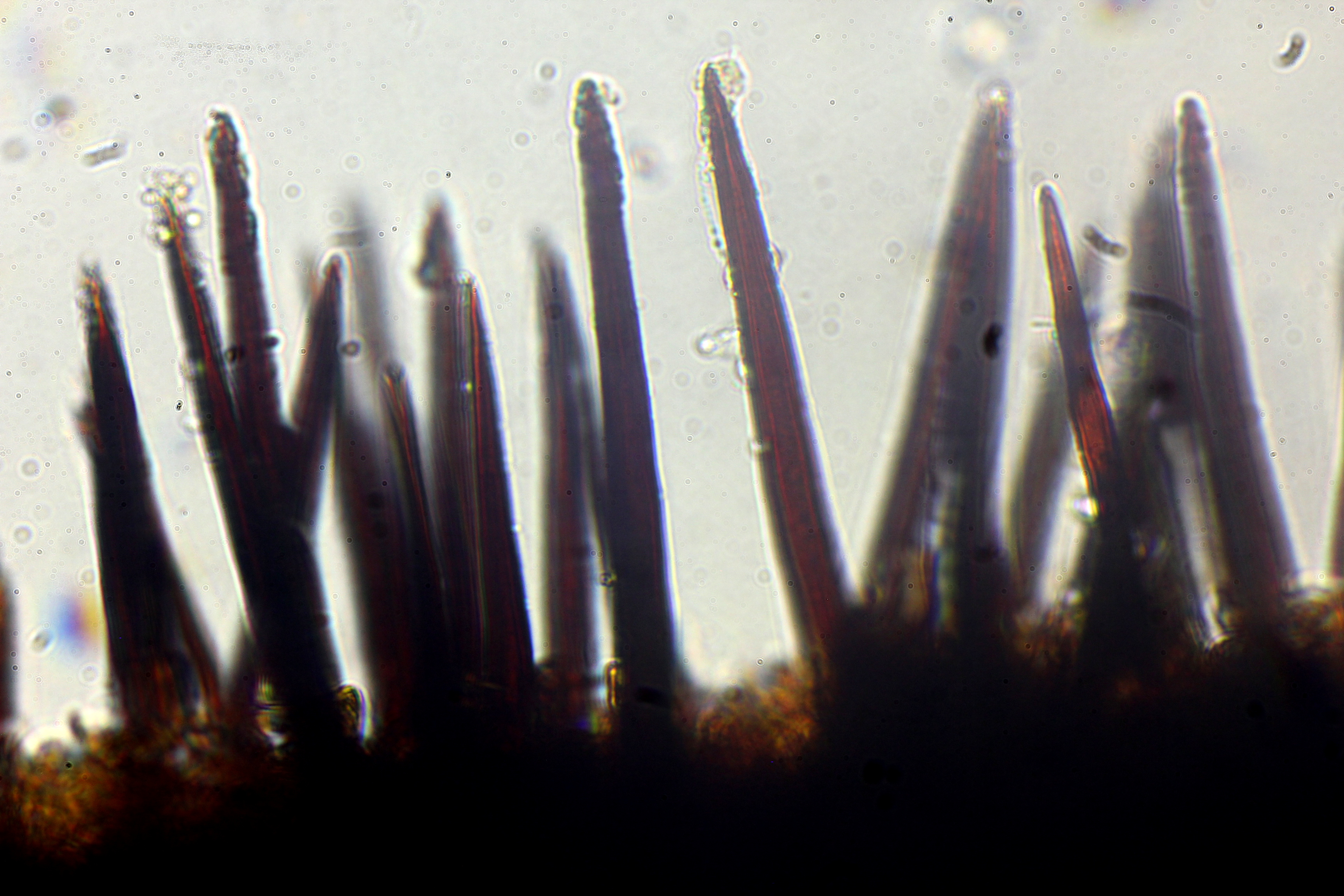
Setae in der Fruchtschicht von Hymenochaete damicornis im Lichtmikroskop

Setae (Plural von lat. seta ~ Borste) bei Pilzen sind dickwandige, starre und zugespitzte Enden von Pilzfäden (Hyphen), die meist in der Zellwand pigmentiert sind. Sie können als Haare, sterile Elemente in der Fruchtschicht (Paraphysen, Zystiden) oder anderen Oberflächen des Fruchtkörpers, aber auch im Fleisch (Trama) oder Pilzgeflecht (Myzel) vor. Bei Setae handelt sich nicht um homologe Bildungen, für die Bezeichnung als Setae ist lediglich die spießartige Form ausschlaggebend.